# اریک آندره
اریک آندره (انگلیسی: Eric André؛ زادهٔ ۴ آوریل ۱۹۸۳) یک فیلم‌نامه‌نویس، کمدین، مجری تلویزیون و هنرپیشه اهل ایالات متحده آمریکا است.

## فیلم‌شناسی

### فیلم
- کارآموزی (۲۰۱۳)
- گروه رفقا (۲۰۱۶)
- ستاره‌های پاپ: هرگز متوقف نمی‌شوند (۲۰۱۶)
- شیر شاه (۲۰۱۹)
- سفر بد (۲۰۲۱)
- میچل‌ها در برابر ماشین‌ها (۲۰۲۱)
- آواز ۲ (۲۰۲۱)

### تلویزیون
- زیاد ذوق‌زده نشو (۲۰۰۹)
- تئوری بیگ بنگ (۲۰۱۰)
- جذابان کلیولند (۲۰۱۱)
- به ج… آپارتمان ۲۳ اعتماد نکنید (۲۰۱۳–۲۰۱۲)
- اریک آندره (۲۰۱۲-اکنون)
- دو دختر ورشکسته (۲۰۱۴–۲۰۱۳)
- کمدی بنگ! بنگ! (۲۰۱۴)
- مرغ ربات (۲۰۱۵)
- مرد در جستجوی زن (۲۰۱۷–۲۰۱۵)
- بابای آمریکایی! (۲۰۱۶)